# Gotthold Rhode
Pour les articles homonymes, voir Rhode.
Gotthold Rhode (né le 28 janvier 1916 à Kamillental près de Schildberg, province de Posnanie et mort le 20 février 1990 à Mayence) est un historien allemand.

## Biographie
Gotthold Rhode grandit en tant que plus jeune des six enfants du théologien protestant Arthur Rhode (de) et de sa femme Martha, née Harhausen, à Posen, qui est de nouveau en Pologne depuis 1918/19. La famille appartient à la minorité allemande de Posen. Gotthold étudie au lycée privé allemand là-bas, où il passe l'Abitur polonais en 1934.

### Temps du national-socialisme
En tant que citoyen polonais du Reich allemand, Rhode étudie l'histoire, la géographie et les études slaves dans diverses universités à partir de novembre 1934, d'abord à Iéna. En première année, il rejoint la Fédération des associations d'étudiants allemands (de) de Kyffhäuser, une société protestante-conservatrice avec une attitude nationale. Le 1er avril 1936, il s'installe à l'Université de Munich, où il étudie également les sciences de la presse avant de rejoindre l'Université de Königsberg en mars 1937. Il y travaille également comme commis au bureau est de la direction étudiante du Reich (de), qui poursuit l'objectif de normaliser le travail frontalier dans l'esprit du national-socialisme
Déjà au semestre d'hiver suivant 1937/38, Rhode étudie à l'Université Frédéric-Guillaume de Breslau, apprend le russe et l'ukrainien, élargit ses connaissances de l'histoire de l'Europe de l'Est et y obtient son doctorat en janvier 1939 sous la direction d'Hans Koch (de) avec une thèse sur le Brandebourg-Prusse en tant que protecteur des minorités en République de Pologne. Rétrospectivement, Rhode déclare en 1952 que son objectif dès le départ avait été "d'être actif dans la recherche et l'enseignement ou dans une activité directe au sein de la communauté allemande à l'Est".
À partir du 1er avril 1939 et officiellement jusqu'en mai 1945, Rhode est employé comme consultant pour la Pologne à l'Institut d'Europe de l'Est à Breslau (de) (OEI), dont son directeur de thèse est Koch. En premier lieu, il évalue les journaux polonais en fonction de leur valeur de propagande. Lors de l'invasion de la Pologne le 1er septembre 1939, Rhode se porte volontaire et travaille jusqu'au 1er novembre 1939 en tant qu'interprète avec le rang de chef spécial (K). Son seul frère est enrôlé dans l'armée polonaise fin août 1939, le lieu et les circonstances de sa mort sont restés inconnus. Rhode reçoit la nationalité allemande en novembre 1939 et devient le 1er janvier 1940 membre du NSDAP (numéro de membre 7 942 413). De novembre 1939 à janvier 1940, Rhode travaille à la demande du chef du district de Cracovie, Otto Wächter, au département local de l'aménagement du territoire et de l'aménagement du territoire. Il travaille sur des questions de presse, traduit des histoires de villes et de quartiers et participe à la création d'un atlas d'aménagement du territoire pour le district de Cracovie. Rhode se porte à nouveau volontaire pour le service militaire, mais est en grande partie libéré au cours de 1940 pour préparer des mémorandums pour le département d'information du ministère des Affaires étrangères sur les questions religieuses en Pologne, qui justifient les actions violentes des occupants allemands contre l'Église catholique en Pologne aux pays étrangers. Au cours de l'hiver 1940/41, Rhode participe à la réinstallation des Allemands lituaniens. À partir du printemps 1941, Rhode est déployé comme interprète et lieutenant de la Wehrmacht sur les théâtres de guerre d'Europe de l'Est jusqu'à la fin de la guerre.

### Période d'après-guerre
Après la fin de la guerre, Rhode, qui a perdu tout son matériel à Breslau, vit avec sa famille à Bergen en Basse-Saxe et gagne sa vie comme ouvrier agricole, acheteur publicitaire et précepteur privé. Dès 1946, Hermann Aubin (de) l'amène à l'Université de Hambourg (de) en tant que précepteur. Aubin a été le dernier supérieur de Rhode à l'Institut de Breslau et a supervisé sa thèse d'habilitation inachevée. Parallèlement à son travail de tuteur, Rhode participe à la préparation de mémorandums sur l'importance de la Silésie pour toute l'Allemagne, qui sont réalisés par un groupe de travail de Bad Nenndorf pour les questions orientales. Celle-ci est initiée par l'ancien ambassadeur à Moscou Herbert von Dirksen, tandis qu'Erich Obst (de) assure la direction scientifique. Dans un premier mémorandum de 1946, le peuple polonais a-t-il besoin des territoires est-allemands ? Rhode tente de démontrer au moyen d'études démographiques que la Pologne pouvait facilement "accueillir toute la population polonaise venant de ses régions orientales dans la vieille Pologne, désormais exempte de minorités ethniques". Dans un second mémorandum de 1947 intitulé Combien de Polonais se sont entre-temps installés dans les territoires de l'Allemagne de l'Est ?, il défend la thèse « que les Polonais doivent accueillir au maximum deux millions de personnes supplémentaires de leur Est, et que pour ces personnes en s'éloignant ou la mort des Juifs et des Polonais, il devrait y avoir suffisamment d'espace dans l'ancien territoire de l'État !. En 1947, Rhode reçoit un poste d'assistant et se qualifié comme professeur en 1952 avec une thèse sur la frontière orientale de la Pologne.
Après avoir travaillé comme chargé de cours à l'Université de Marbourg, il reprend la chaire d'histoire de l'Europe de l'Est à l'Université Johannes-Gutenberg de Mayence en 1957, où il travaille comme directeur de l'Institut d'histoire de l'Europe de l'Est jusqu'à sa retraite en 1984. L'accent de son travail est l'histoire des relations germano-polonaises. Selon son biographe Eike Eckert, c'était "l'objectif sincère de Rhodes [...] de parvenir d'abord à un rapprochement avec la Pologne sur la base de la connaissance mutuelle, afin de parvenir plus tard à une véritable compréhension entre Polonais et Allemands".
Malgré les hostilités de ses collègues, Rhode est fortement engagé dans l'élaboration de recommandations de manuels germano-polonais, entretient des contacts avec des historiens polonais de premier plan tels que Marian Wojciechowski (de) et Gerard Labuda et échange intensivement des idées avec des historiens polonais en exil. Selon Eckert, cependant, cet échange avec la partie polonaise est problématique car Rhode tente à plusieurs reprises de contrer la référence des collègues polonais à la Seconde Guerre mondiale que l'Allemagne a déclenchée et aux crimes de la Wehrmacht "en compensant l'expulsion des Allemands de l'Est Europe centrale » et ne reconnaît pas la culpabilité de guerre allemande comme la cause de la perte ultérieure des territoires orientaux allemands. Il insiste sur le fait que la base du dialogue germano-polonais doit être de se tenir à distance de toute accusation mutuelle. Son ouvrage, Petite histoire de la Pologne, publié en 1965, a un large retentissement et est également reconnu dans l'historiographie polonaise. De 1967 à 1990, il est co-rédacteur en chef de la Zeitschrift für Ostmitteleuropa-Forschung. Après avoir terminé son poste d'enseignant, il est élu président du Conseil de recherche JG Herder en 1984. Rhode décède à Mayence le 20 février 1990 et est enterré au cimetière principal de Mayence.

## Travaux (sélection)
- Brandenburg-Preussen und die Protestanten in Polen 1640–1740. Ein Jahrhundert preussischer Schutzpolitik für eine unterdrückte Minderheit. Hirzel, Leipzig 1941 (zugleich Dissertation, Universität Breslau 1939).
- Die Ostgrenze Polens. Politische Entwicklung, kulturelle Bedeutung und geistige Auswirkung. Böhlau, Köln 1955 (zugleich Habilitationsschrift, Universität Hamburg 1952).
- Geschichte Polens. Ein Überblick. 3. Auflage, Wissenschaftliche Buchgesellschaft, Darmstadt 1980,  (ISBN 3-534-00763-8) (Erstauflage unter dem Titel Kleine Geschichte Polens. WBG, Darmstadt 1965).
- (Herausgeber) Tausend Jahre Nachbarschaft. Bd. 1: Deutsche in Südosteuropa. Bruckmann, München 1981,  (ISBN 3-7654-1831-5).
- (Herausgeber) Juden in Ostmitteleuropa von der Emanzipation bis zum Ersten Weltkrieg. Johann-Gottfried-Herder-Institut, Marburg 1989,  (ISBN 3-87969-212-2).